# Rapala micans
Rapala micans is een vlinder uit de familie van de Lycaenidae. De wetenschappelijke naam van de soort is voor het eerst gepubliceerd in 1935 door Otto Bremer en William Grey.

## Verspreiding
De soort komt voor in China en Taiwan.

## Ondersoorten
- Rapala micans micans (Bremer & Grey, 1953) (Noord-China)
- Rapala micans hirayamana Matsumura, 1926 (Taiwan)
  - = Rapala hirayamana Matsumura, 1926
  - = Rapala mushana Matsumura, 1935
  - = Rapala nissa hirayamana
- Rapala micans haniae Huang, 2001 (Zuid-China)